# Gëlle Fra

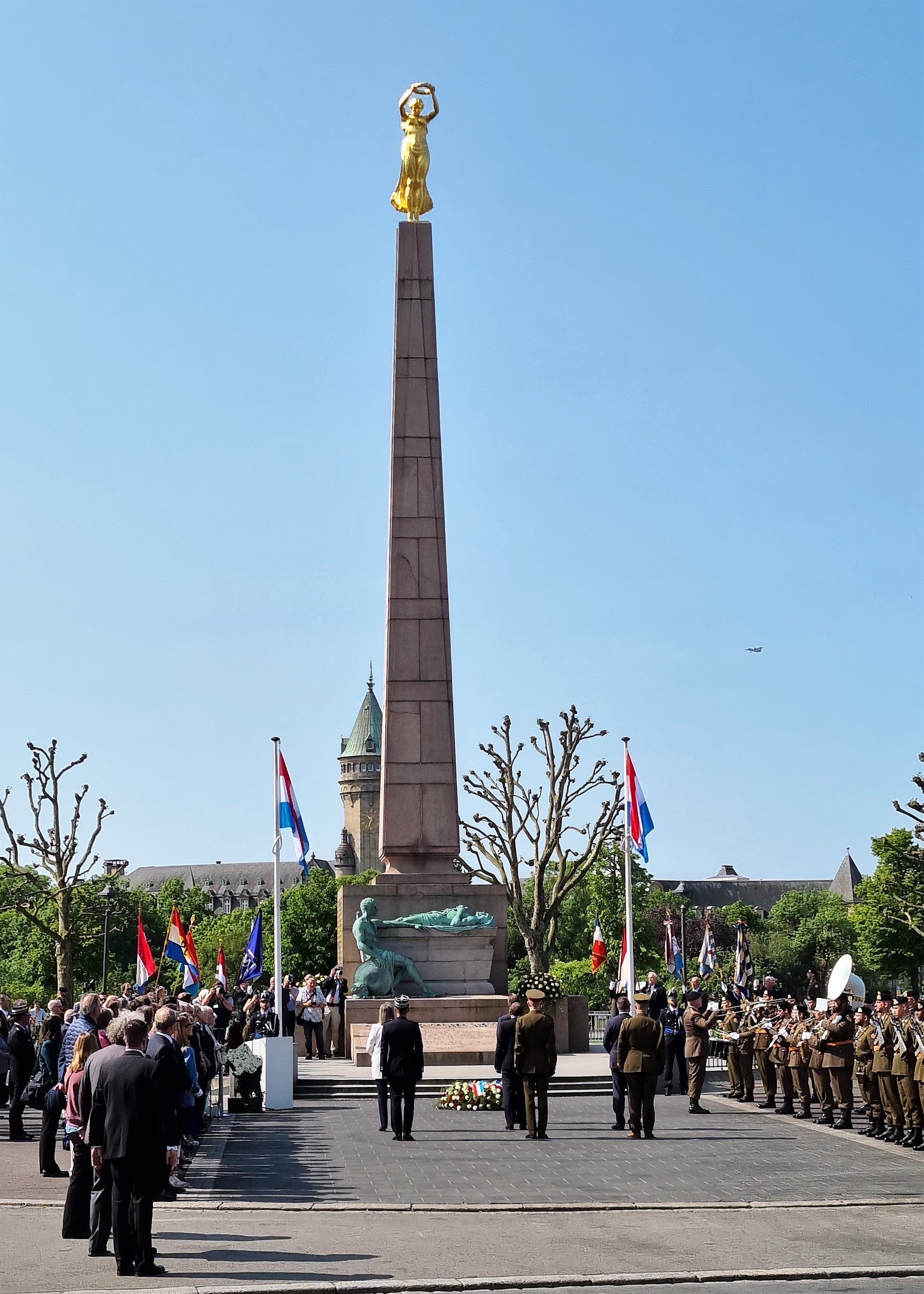
Viering van 100 jaar 'Gëlle Fra' in 2023

De Gëlle Fra (Luxemburgs voor Gouden Vrouw) is een monument in Luxemburg. Het monument van kunstenaar Claus Cito op de Place de la Constitution werd opgericht in 1923 om de Luxemburgse slachtoffers van de Eerste Wereldoorlog te herdenken. Op 20 oktober 1940 braken de nazi's het monument af; pas in 1984 vond het monument zijn oude luister terug. Het monument werd het symbool voor de Luxemburgse onafhankelijkheid en vrijheid. In een gang van de Pétrussekazematten werd exact onder de Gëlle Fra een kunstinstallatie geplaatst die verwijst naar goud.